# Parafia św. Cecylii w Hamilton
Parafia św. Cecylii w Hamilton – parafia rzymskokatolicka, należąca do archidiecezji Brisbane.